# الذاكرة الخصبة
الذاكرة الخصبة (بالإنجليزية : Fertile Memory)، فيلم سينمائي تسجيلي فلسطيني طويل ويعدّ أول فيلم فلسطيني سينمائي أخرجة المخرج ميشيل خليفي عام 1980 مدة الفيلم 100 دقيقة.

## القصّة
الفيلم هو دوكودرما أي سينمائي تسجيلي حول حياة سيدتين وهما (فرح حاطوم) خالة ميشيل خليفة وهي أرملة وأم وجدة تعيش مع أحفادها. ووالثانية هي الأديبة الفلسطينية سحر خليفة. ليصوّر نضال المرأة الفلسطينية في أرضها. الفيلم يضعنا في عالمين موازيين لسيدتين فلسطينيتين تحاربا المجتمع الذكوري، ولكن بواقعيين متباعدين رغم أنهما تعيشان على أرض واحدة الأولى فرح حاطوم سيدة فلسطينية من الداخل المحتلّ التي تحارب المجتمع الذكوري في الداخل الفلسطيني وهي في تماس مباشر مع المجتمع الإسرائيلي. أما الأديبة سحر خليفة فهي لها تجربتها الأخرى مع المجتمع الذكوري في الضفة الغربية، في كلتا الحالتين تعيش السيدتان ظلمًا مضاعفًا فمرة بسبب الاحتلال ومرة بسبب المجتمع الأبوي، رغم اختلاف الأمكنة إلا أن قضيتهما لنيل الحرية واسترداد الكرامة الإنسانية واحدة.

## نقد
يعتبر الفيلم نقلة نوعية في السينما الفلسطينية بعد الأفلام التوثيقية التي أنتجتها منظمة التحرير الفلسطينية، حيث يراه النقاد فيلما مؤسسسا لنوع سينمائي فلسطيني جديد، اما عربيا فيعتبر أحد الأفلام الجادة القليلة التي وضعت المرأة في المركز، فوجود المرأة في الفيلم أبعده عن الشعارات وجعله يميل إلى الصدث في التعبير عن قضية إنسانية من الدرجة الأولى  ويشكل الفيلم انعطافة في السينما الفلسطينية وتأسيسا لسينما فلسطينية جديدا لسينما فلسطينية حديثة لتخلق إنسانا من لحم ودم

## جوائز
نال الفيلم جائزة النقّاد العرب في مهرجان قرطاج السينمائي عام 1980. حيث كشف هذا الفيلم موهبة المخرج ميشيل خليفة ابن مدينة الناصرة